# 子午線行動
子午線行動（英語：Operation Meridian）是第二次世界大戰時英國太平洋艦隊針對印尼蘇門答臘島上由日本控制的煉油廠進行之一系列空襲的一部分。子午線行動分為兩個階段：1945年1月24日的子午線一號行動以及1945年1月29日的子午線二號行動。 
子午線行動的結果導致蘇門答臘巨港煉油廠的關鍵航空燃料產量減少了75%。

## 概述
1945年1月24日早上6點，“子午線一號行動”展開，英國太平洋艦隊出動43架TBF復仇者式轟炸機、12架攜帶火箭的螢火蟲式戰鬥轟炸機和50架F6F地獄貓戰鬥機、F4U海盜式戰鬥機和海火式戰鬥機。此次行動結果成功轟炸了煉油廠。英軍損失32架飛機。參加的艦隊航空隊中隊包括 820、849、854 和 857 航空中隊。
1945年1月29日，英國太平洋艦隊展開“子午線二號行動”，對蘇門答臘Soengei Gerong的煉油廠進行了空襲。英軍飛行員宣稱擊落30架日軍飛機，另外摧毀在地面的38架，英軍飛機損失了16架。日軍試圖發動小規模反擊，但被英軍擊敗。